# 허머 H1
허머 H1(Hummer H1)은 미국의 군용 차량 제조사인 AM 제너럴이 생산, 허머 브랜드로 판매한 4륜구동 방식 초대형 픽업 트럭 및 SUV이다.
1992년 3월 14일에 출시되었으며, 당시 차명은 그냥 허머로 불렸다. 아놀드 슈워제네거가 군용차량인 험비를 민수용으로 만들어 달라는 요청으로 인해 이 군용차량을 기반으로 해서 민수용으로 만들었다. 또한 그가 1호차의 주인공으로 선정되기도 했다. 험비를 기반으로 만들어졌기 때문에 성능도 동일하다. 출시 당시에는 크루즈 컨트롤, 파워 윈도우, 사이드 미러 전동 조절, 파워 도어락이 없었으며, 험비와 동일하게 6.2L 디젤 엔진과 3단 자동변속기가 장착되었다. 1994년에는 디젤 엔진의 배기량이 6.5L로 늘어났으며, 1995년에 5.7L 가솔린 엔진이 추가되었다. 1996년에 6.5L 터보 디젤 엔진도 추가되었다.
2002년에 AM 제너럴이 허머를 제너럴 모터스에 매각함에 따라 브랜드 및 단일 모델에서 H 시리즈로 변경되면서 차명도 H1으로 바뀌었다.
2005년에 고성능 사양인 알파가 선보였는데, V8 6.6L 듀라맥스 LLY 커먼레일 터보 디젤엔진과 5단 앨리슨 자동변속기가 장착되어 300마력 및 72 kgf·m의 출력을 발휘했다.
2006년에는 유류 상승의 여파로 판매가 심각하게 부진하여 7월에 최종적으로 후속 차종 없이 단종되었다.